# 莫克拉河
莫克拉河（羅馬化：Mokra；2025年之前名為莫克拉莫斯科夫卡河）是烏克蘭的河流，位於該國南部扎波羅熱州，是第聶伯河的左支流，河道全長62公里，流域面積457平方公里，流經南部大城扎波羅熱。